# 安昌豪
安 昌豪（あん ちゃんほ、1997年11月20日 - ）は、ジャパンラグビーリーグワン 三菱重工相模原ダイナボアーズに所属するラグビーユニオンの選手。

## プロフィール
- 兵庫県出身[1]。
- ポジションはプロップ(PR)。
- 身長 177 cm、体重 110 kg
- U20日本代表に選ばれたことがある[2]。
- ジュニア・ジャパンに選ばれたことがある[3]。

## 略歴
2016年、大阪朝鮮高校卒業後、明治大学に入る。なお大阪朝鮮高校時代、高校日本代表に選ばれたことがある。
2020年、明治大学卒業後、キヤノンイーグルス(現・横浜キヤノンイーグルス)に加入。
2021年2月28日にジャパンラグビートップリーグ第2節神戸製鋼コベルコスティーラーズ戦に途中出場で公式戦初出場を果たす。
2024年6月、三菱重工相模原ダイナボアーズに入団。